# Luke Williams (catch)
Pour les articles homonymes, voir Williams et Luke Williams.
Brian Wickens (né le 8 janvier 1947 à Auckland) est un catcheur néo-zélandais. Il est principalement connu pour avoir formé avec Butch Miller l'équipe des Bushwhackers. Depuis le 28 mars 2015, il est officiellement membre du WWE Hall of Fame.